# Castelfranco di Sotto
Castelfranco di Sotto är en ort och kommun i provinsen Pisa i regionen Toscana i Italien. Kommunen hade 13 420 invånare (2018).